# Ernst Hellborg

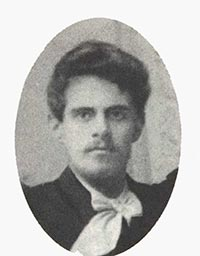
Ernst Hellborg

Ernst Wilhelm Emil Hellborg, född den 11 november 1867 i Stockholm, död den 18 juni 1927 i Spånga, var en svensk diktare och socialdemokrat. Han räknas som en av de tidiga proletärförfattarna. 

## Biografi
Hellborg föddes i Stockholm och var under hela sitt liv verksam som galvanoplastikarbetare. Vid sidan av sitt yrke ägnade han sig åt diktning, självstudier och åt den antireligiösa rörelsen. Under 1910- och 1920-talen ebbade den antireligiösa rörelsen ut och han var då kommunalpolititiskt verksam i dåvarande Spånga landskommun.
Han var inåtvänd och spekulativt lagd och sedan ungdomen verksam i Fritänkareförbundet; hans tidigaste dikter trycktes i deras tidningar. Han var en typisk autodidakt och hade bland annat själv lärt sig engelska och tyska. 
Vid sekelskiftet 1900 hölls Hellborg av många inom arbetarrörelsen för en större diktare än Karl Johan Gabrielsson. Han har i likhet med Henrik Menander som skrev "Arbetets söner" och K. G. Gabrielsson med "Och skulle jag glömma jag?" skapat en dikt som överlevt sin upphovsman. I Hellborgs fall är det "Proletär" som deklamerades på otaliga sammankomster i början av 1900-talet.  
Dikten "Proletär" inleds med att en ung kvinna frågar skalden: "Vad är att vara proletär?" Och svaret kommer i tre strofer:
| ” | — Att under fattigdomens börda och hungerspiskans hårda slag, med skyldighet ändå att vörda sin herre och hans ockrarlag, få lefva fram sin dag i pina vid tanken på en maka kär, som saknar födan åt de sina ... det är att vara proletär. Att orättvist bli ohörd jagad blott därför, man är fattig född, att bli förhärdad, bli försvagad, af lyckligare aldrig stödd; att där till världen blifva skaffad där nöd och hunger brottet lär och sedan blifva “rättvist straffad”... det är att vara proletär. Att aldrig unnats kärlek hysa, att aldrig hafva ägt ett hem; vid andras lyx få hungra, frysa, ha vänner ägt, men frånryckts dem; att re’n i lindan fått begrafva den fröjd, som ungdomen begär och sedan endast slafva, slafva... det är att vara proletär. — De börjat lyssna dock, de arma, till frihetsord, som någon sagt, och känna rätten att sig harma, ja, ana till och med sin makt. När aningen till visshet hinner, då är den stunden kommen, när det gamla ned tillgrunden brinner.... din frihetstimme, proletär. | „ |
| – | |   |

Hellborg är även känd för att ha skrivit den prolog som upplästes av August Lindberg vid invigningen av Stockholms Folkets hus den 2 december 1901.
I december 2016 gav det svenska rockbandet Mysteriet ut en tonsatt version av Hellborgs dikt "Hvem är du Lucifer?" på 7" vinylsingel. Låten återfinns även på bandets fullängdsalbum "Efterskalv", utgiven december 2017.
Ernst Hellborg är begravd på Spånga kyrkogård.